# NGC 7330
NGC 7330 (другие обозначения — PGC 69314, UGC 12111, MCG 6-49-46, ZWG 514.67) — эллиптическая галактика (E) в созвездии Ящерица.
Этот объект входит в число перечисленных в оригинальной редакции «Нового общего каталога».